# Wojciech Kulisiewicz
Wojciech Kulisiewicz (ur. 1954) – polski historyk prawa, nauczyciel akademicki i bibliotekarz, od 1992 dyrektor Biblioteki Sejmowej.

## Życiorys
W 1977 ukończył studia na Wydziale Prawa i Administracji Uniwersytetu Warszawskiego; swoją pracę magisterską poświęcił zagadnieniu immunitetu parlamentarnego w Sejmie Ustawodawczym II RP. W 1987 uzyskał stopień naukowy doktora w oparciu o rozprawę pt. Instytucja vadium w prawie litewskim XV–XVII w., której promotorem był Juliusz Bardach.
W latach 1987–2001 zatrudniony był na stanowisku adiunkta w Instytucie Historii Prawa Uniwersytetu Warszawskiego. W 1991 podjął pracę w Kancelarii Sejmu, pełniąc funkcję dyrektora Archiwum Sejmowego. Od 1 września 1992 został powołany na stanowisko dyrektora Biblioteki Sejmowej. W tym samym roku został członkiem kolegium redakcyjnego czasopisma „Przegląd Sejmowy” (z funkcji tej został odwołany marcu 2016, lecz w tym samym miesiącu powierzono mu ją ponownie). W 2014 powołany w skład rady programowej projektu „Archiwa Przełomu 1989–1991”.
W 2011, za wybitne zasługi w działalności na rzecz organizowania i funkcjonowania administracji państwowej, za osiągnięcia w pracy zawodowej, został odznaczony przez prezydenta Bronisława Komorowskiego Krzyżem Kawalerskim Orderu Odrodzenia Polski.